# Noise (empresa)
Noise Inc. (株式会社ノイズ?) es una compañía desarrolladora de videojuegos que trabaja en asociación con Nintendo, desarrollando videojuegos para la serie Custom Robo.

## Historia
Noise fue fundada con una plantilla de 10 personas el 2 de septiembre de 1996 para el propósito original de desarrollo de videojuegos para PC. Poco tiempo después, Noise se convirtió en una parte de Marigul Management, una empresa creada por Nintendo y la compañía de telecomunicaciones japonesa Recruit con el fin de reclutar a los pequeños desarrolladores para hacer juegos originales para la Nintendo 64.
El primer videojuego publicado comercialmente de la compañía, Custom Robo para la Nintendo 64, fue lanzado en Japón el 9 de diciembre de 1999 y se convirtió en un éxito comercial en Japón, lo que provocó que Nintendo formalizara un acuerdo de publicación con Noise. En 2006, Custom Robo fue puesto en libertad en China para la Nintendo iQue, por lo que Custom Robo es el único título en ser lanzado allí.
Su segundo título Custom Robo V2, fue lanzado el 10 de noviembre de 2000 y también se unió al éxito comercial en Japón. También lanzaron su primer videojuego portátil para Game Boy Advance, Custom Robo GX, el 26 de julio de 2002.
A pesar de las impresionantes ventas de los anteriores juegos de la franquicia Custom Robo, la primera serie localizada en América del norte fue Custom Robo: Battle Revolution para GameCube, lanzado en la primavera de 2004. Sin embargo, con el declive de la popularidad de la GameCube a través de la mayor parte de América del norte y las críticas mediocres que el juego recibió de esa región en ese momento, se convirtió en la venta más baja y menos popular del videojuego de la franquicia.
Su primer juego multijugador en línea fue Custom Robo Arena, por el título de Nintendo DS. Noise parece estar todavía en plena actividad con su último juego, Custom Robo Arena lanzado el 2006, ya que tres años después Marigul fue cerrado. En 2007, Custom Robo Arena fue lanzado en las regiones PAL, por lo que es el primer título de la serie jamás lanzado en esas regiones, así como de ser liberado en más regiones que cualquier otro título de la serie.
Ellos desarrollaron y lanzaron Go Go Cosmo Cops para la Nintendo DS en 2009, sólo para las regiones PAL. Fue publicado por Namco Bandai. Un comunicado de Japón planeado como Shutsugeki! Acroknights fue posteriormente cancelado en silencio.
Korogashi Puzzle Katamari Damacy (ころがしパズル塊魂 Korogashi Pazuru Katamari Damashii), un videojuego de puzle de bloques cayendo fue desarrollado por ellos y lanzado por Namco Bandai para el servicio de descarga digital de la Nintendo DSi (DSiWare). Se trata de un spin off de la serie Katamari.
Kenkenba para iOS y Android fue desarrollado por ellos y puesto en libertad el 28 de noviembre de 2011.
Desarrollaron Gyrozetter: Wings Of The Albatross con Square Enix y fue puesto en libertad el 13 de junio de 2013 para Nintendo 3DS.

## Videojuegos
- Custom Robo (solamente en Japón y China)
- Custom Robo V2 (solamente en Japón) (lanzó el servicio Wii VC japonés en 2008)

### Game Boy Advance
- Custom Robo GX (solamente en Japón)

### GameCube
- Custom Robo Battle Revolution (solamente en Japón y Norteamérica)

### Nintendo DS
- Custom Robo Arena
- Go Go Cosmo Cops (solamente en Europa)
- Korogashi Puzzle Katamari Damacy (solamente a través de DSiWare en Japón)

### Nintendo 3DS
- Gyrozetter: Wings Of The Albatross